# Olcs
Olcs románul: Ociu, falu Romániában, Erdélyben, Hunyad megyében.

## Fekvése
Nagyhalmágytól délre, a Fehér-Körös bal partján fekvő település.

## Története
Olcs egykor Zaránd vármegyéhez tartozott. Nevét 1439-ben  Uthfalva néven említette először oklevél. (Csánki szerint Olch, Pesty szerint pedig ma Ocs (?) Nagy-Halmágytól délre, de Vistai szerint inkább az ugyanakkor Világosvár tartozékai közt feltűnő ″Kisolch″ felel meg a mai Ocsnak). A későbbi időkben például 1760–1762 között Ocs, 1808-ban Ocs, (ekkor Zaránd vármegyéhez), majd 1888-ban Ócs (mint Arad vármegyéhez tartozó település), 1913-ban pedig Olcs néven volt említve.
A trianoni békeszerződés előtt Arad vármegye Nagyhalmágyi járásához tartozott.

## Képek

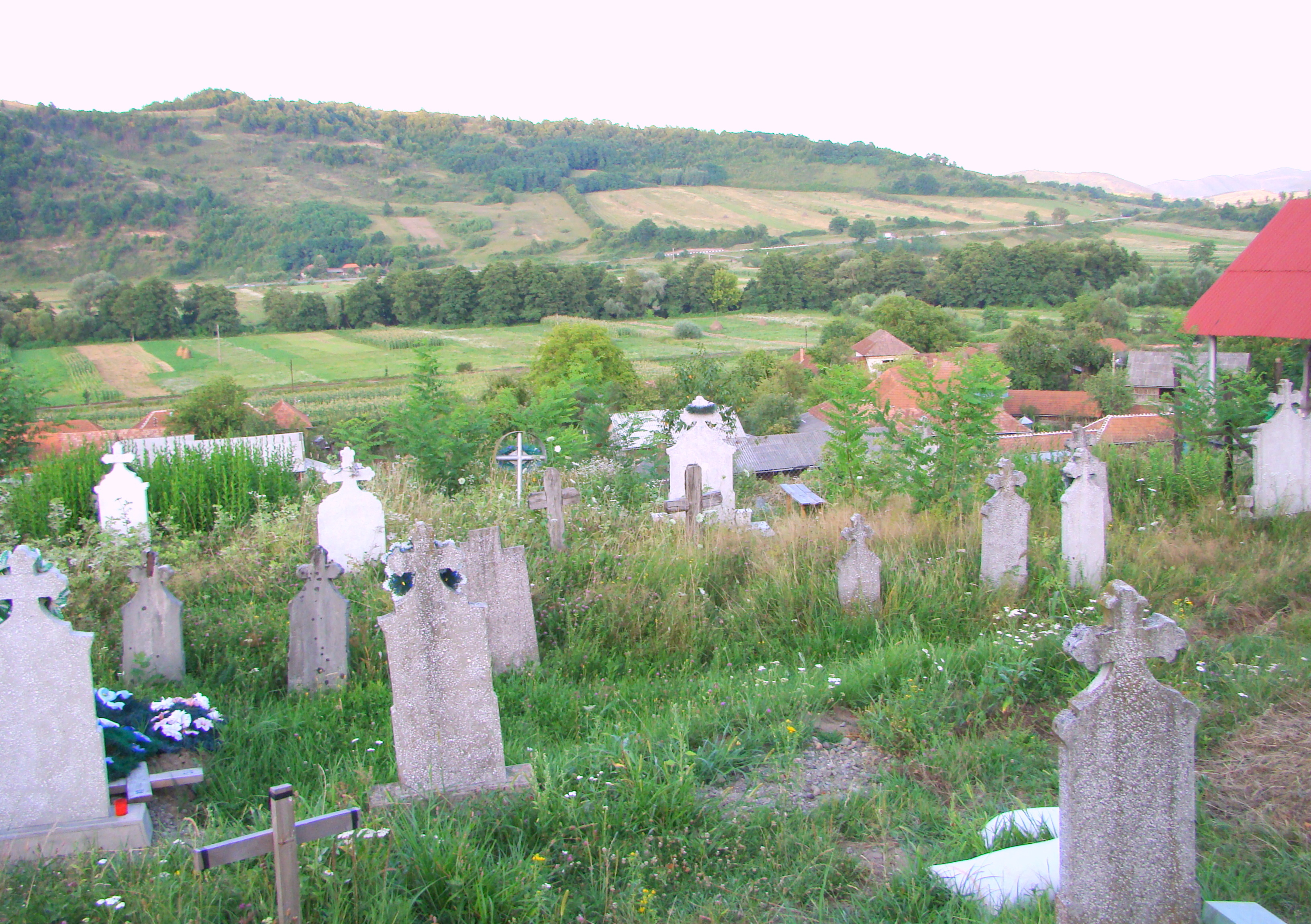
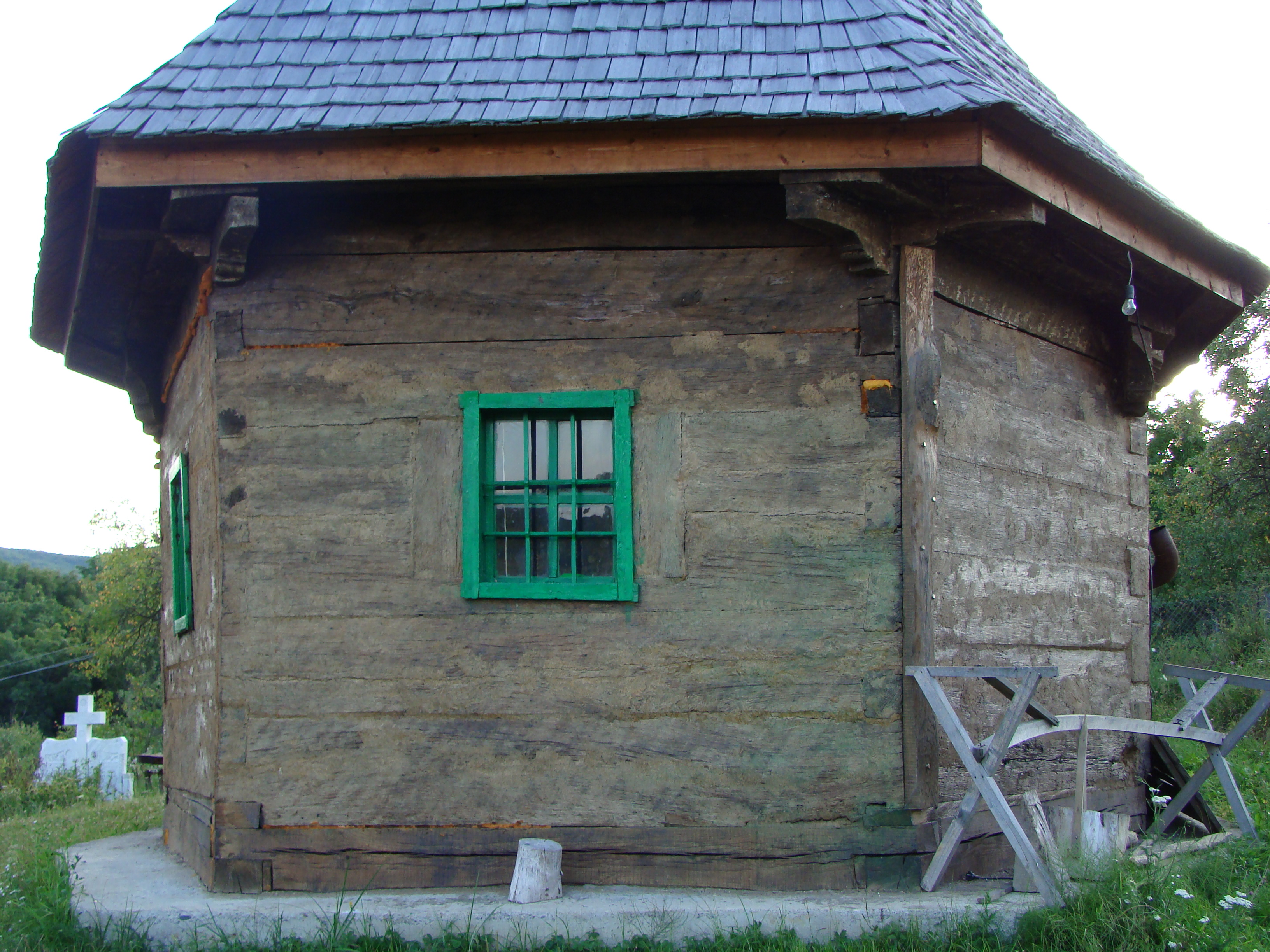
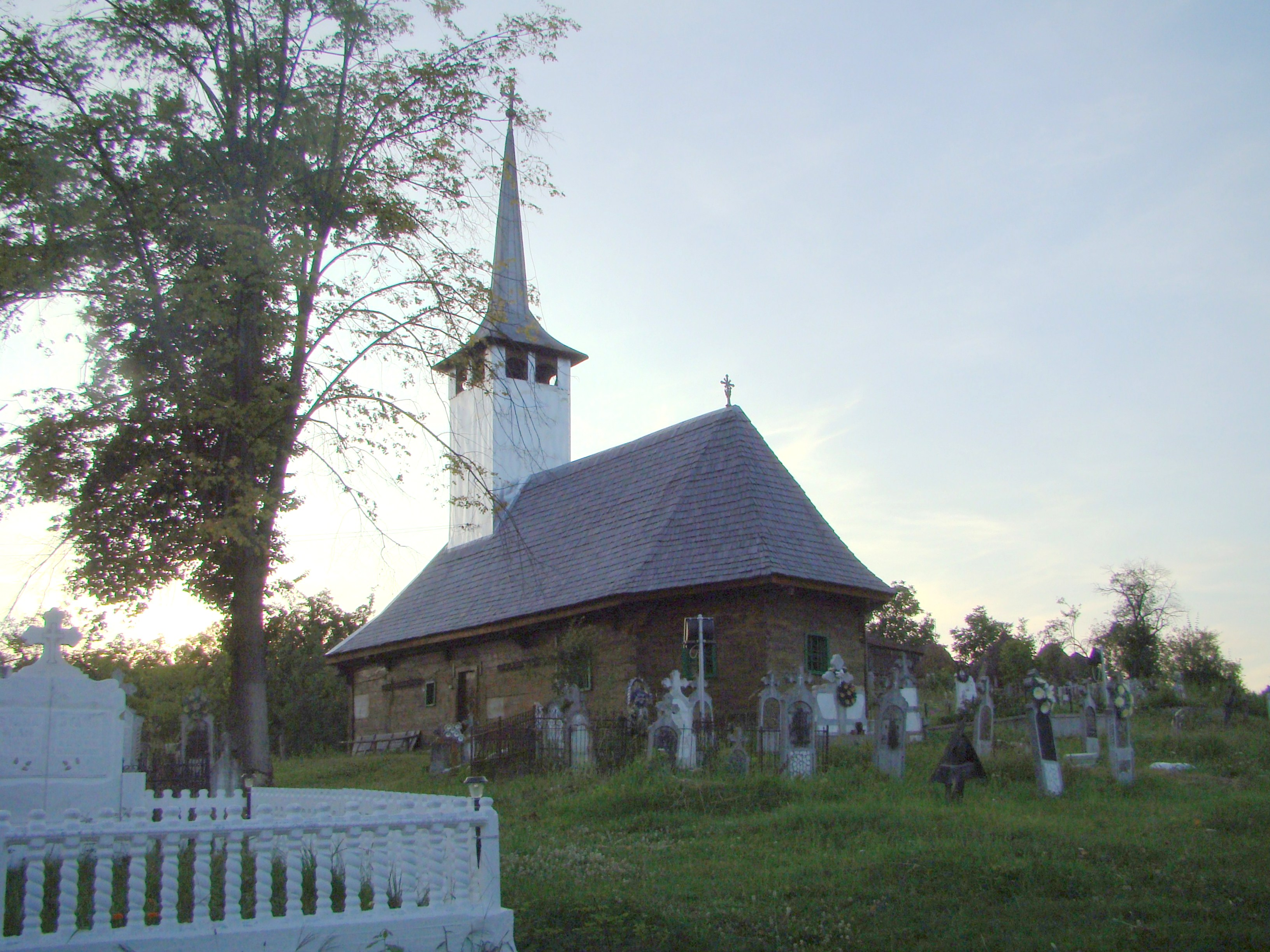
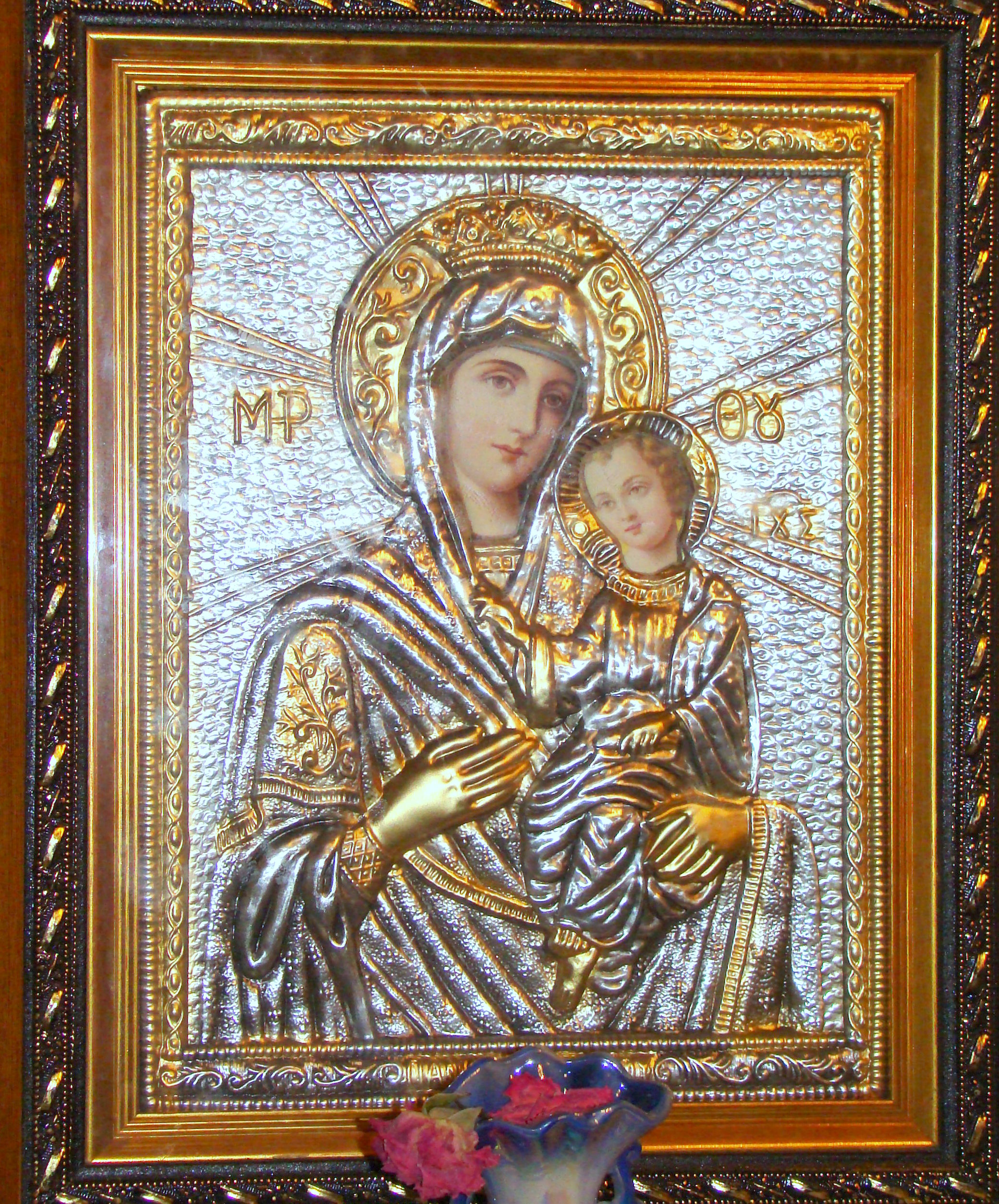
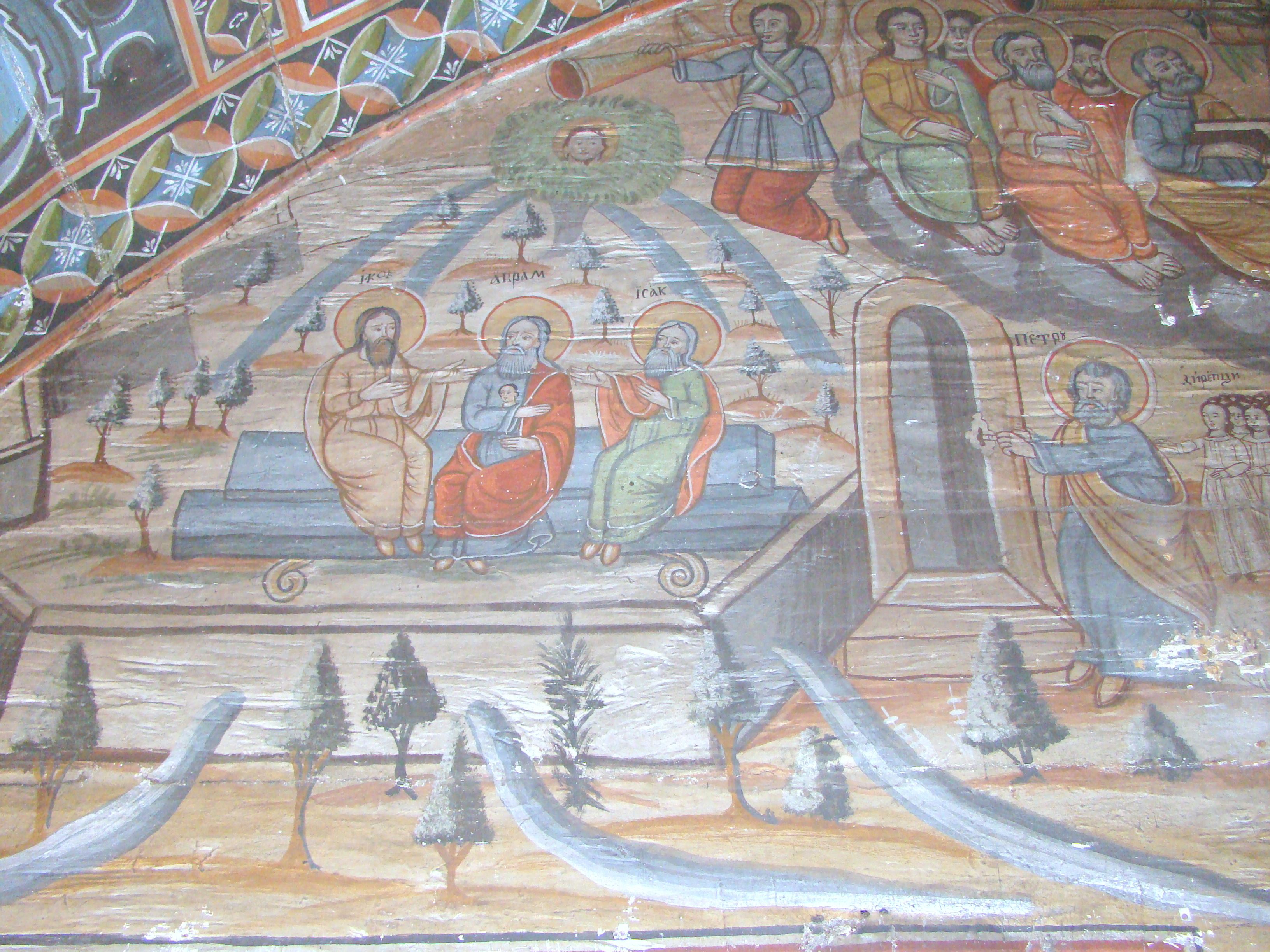
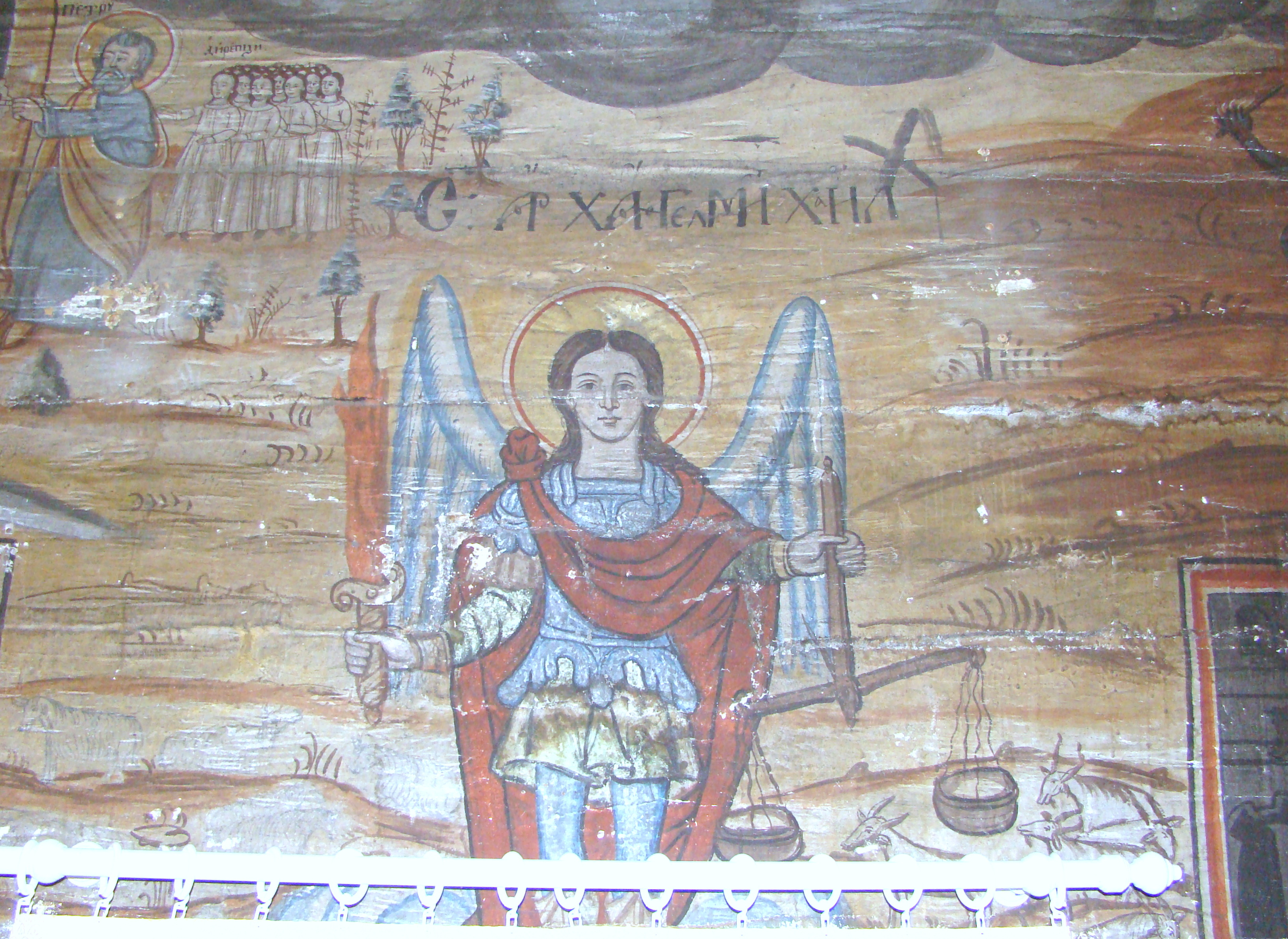
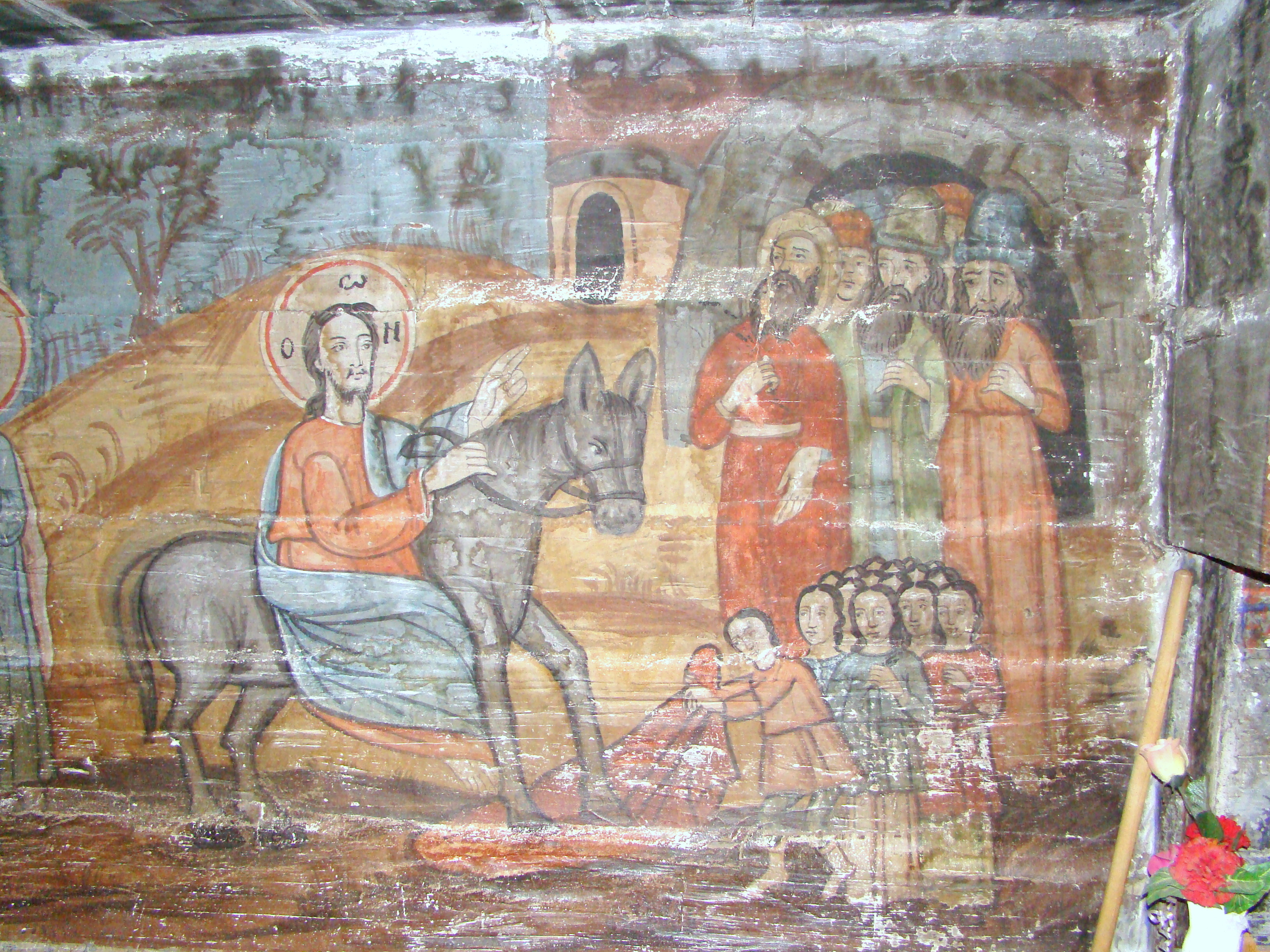
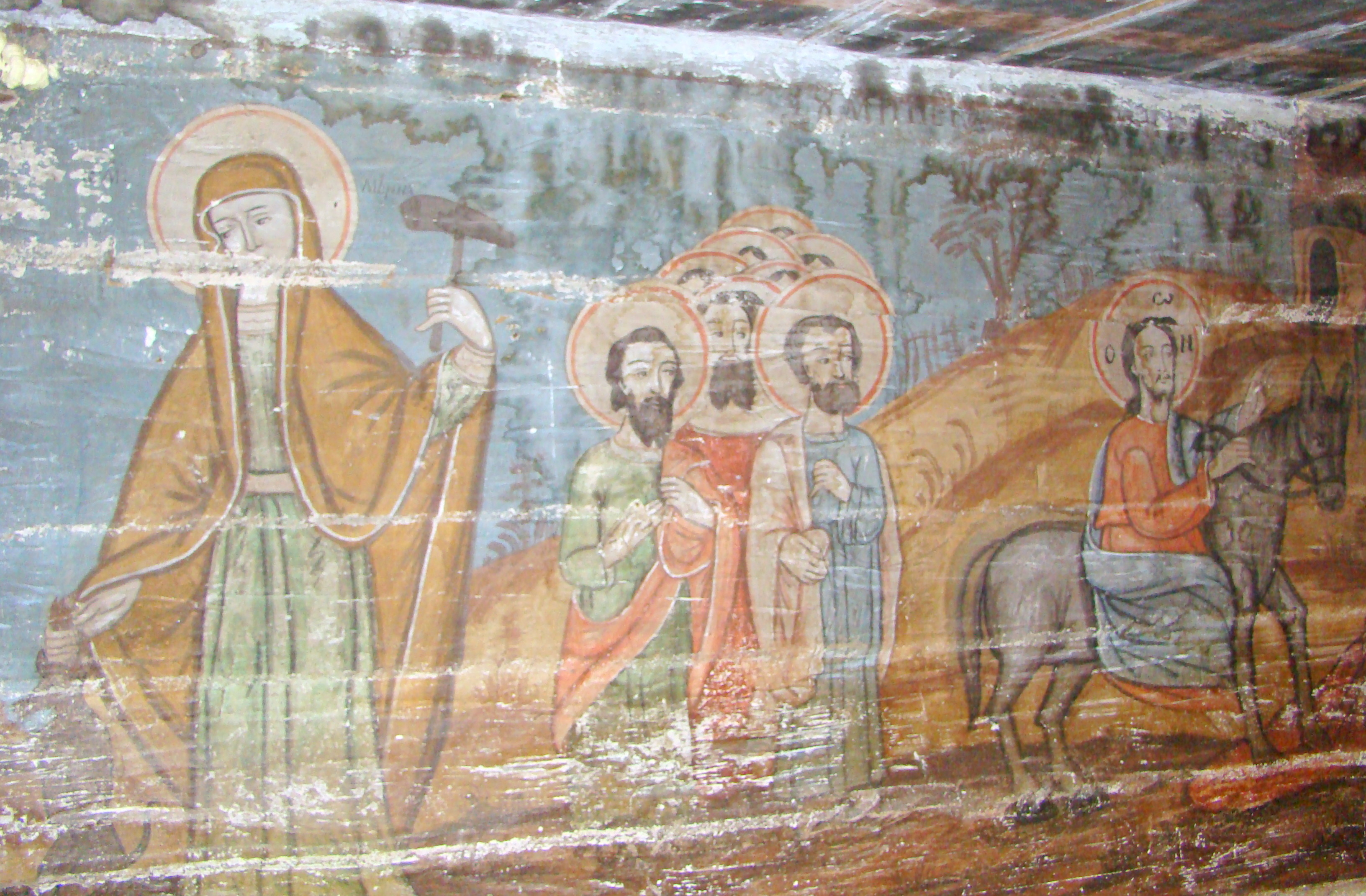
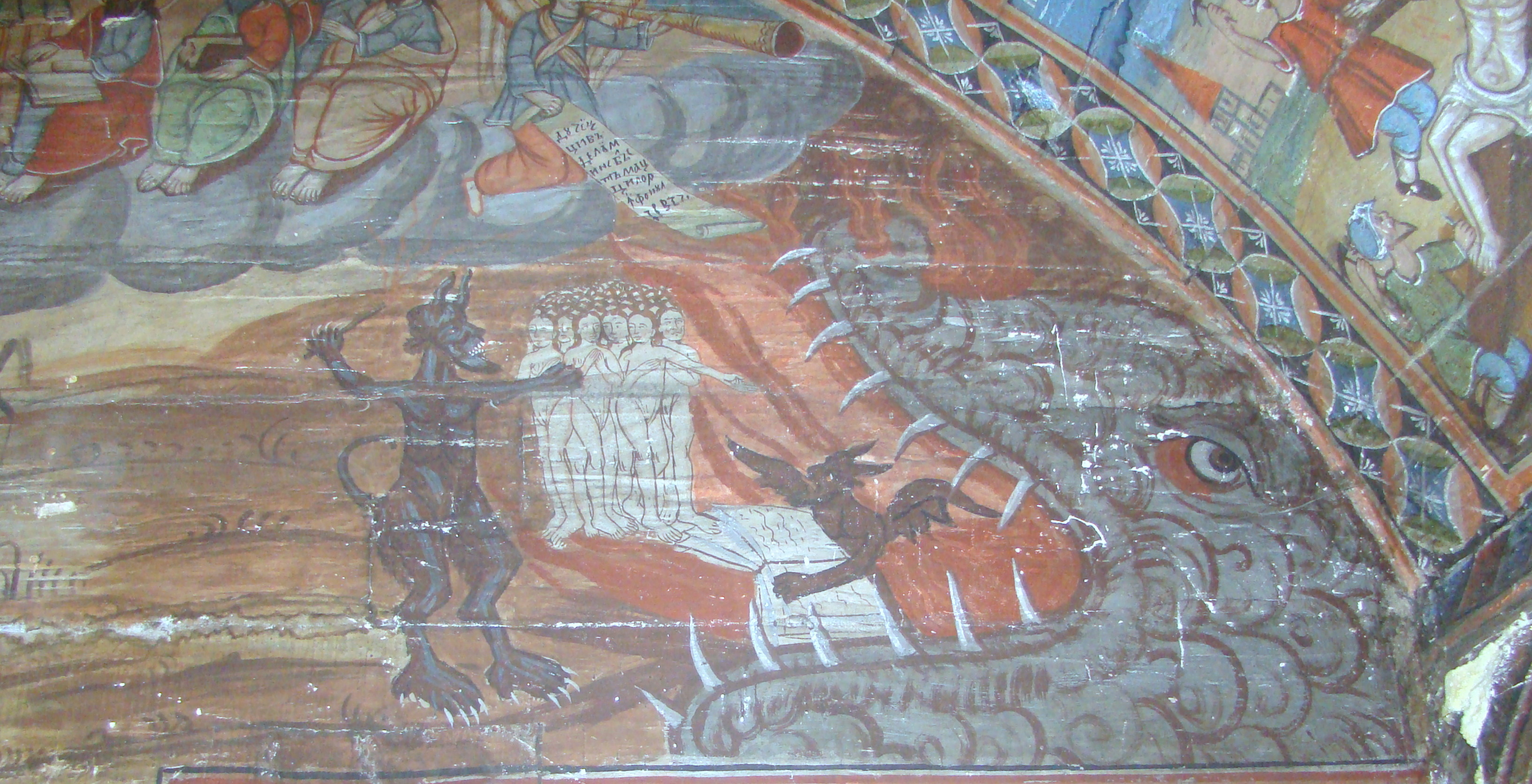

## Nevezetesség
- Ortodox fatemplom[1]